# Strumigenys ecliptacoca
Strumigenys ecliptacoca är en myrart som beskrevs av Brown 1958. Strumigenys ecliptacoca ingår i släktet Strumigenys och familjen myror. Inga underarter finns listade i Catalogue of Life.